# Réal (ruisseau)
Pour les articles homonymes, voir Réal.
Le Réal  est un cours d'eau, qui coule dans le département du Var, en région Provence-Alpes-Côte d'Azur, affluent de l'Argens.

## Géographie

### Communes et cantons traversés
- Draguignan
- Les Arcs
- Trans-en-Provence

## Affluents
- Le Vallon de Sainte Cécile
- Le ruisseau de l'Aiguilet